# Héctor Zelada
Héctor Miguel Zelada Bertoqui  (ur. 30 kwietnia 1957 w Maciel, prowincja Santa Fe). Były argentyński bramkarz.
Rozpoczął swą karierę w Rosario Central, ale więcej grał w Meksyku dla Club América. Był trzecim golkiperem reprezentacji Argentyny w 1986, gdy ta zdobyła mistrzostwo świata.